# Vallourec Deutschland

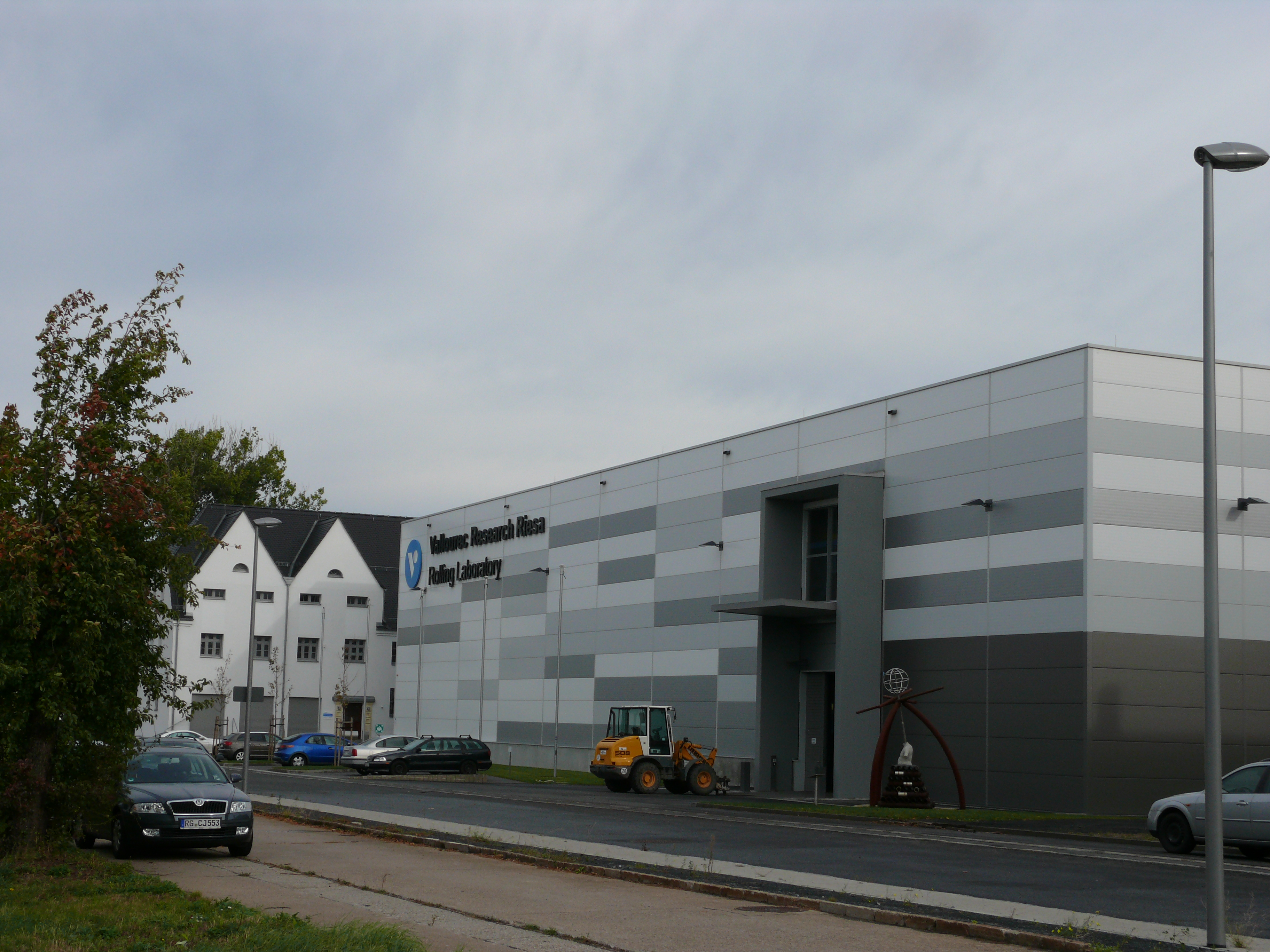
Vallourec Kompetenzzentrum Riesa

Vallourec Deutschland GmbH war ein Hersteller von nahtlos warmgewalzten Stahlrohren für den Energiesektor, den Maschinen- und Anlagenbau sowie den Stahlbau. Die Vallourec Deutschland GmbH mit Hauptsitz in Düsseldorf ist eine Tochter der französischen Vallourec-Gruppe. Im Januar 2024 hat die Gesellschafterversammlung der Vallourec Deutschland eine Änderung des Unternehmensgegenstandes beschlossen. Dieser ist seitdem nur noch der Vertrieb von Stahl und Stahlprodukten sowie die Verwaltung des eigenen Vermögens.

## Unternehmensgeschichte
Das Unternehmen ist 1997 unter dem Namen Vallourec & Mannesmann Tubes (V & M Tubes) als französisch-deutsches Joint Venture der Vallourec-Gruppe (55 %) und der damaligen Mannesmannröhren-Werke AG (45 %) gestartet. Dabei brachten beide Partner ihre gesamten Aktivitäten für nahtlos warmgefertigte Rohre und Ölfeldrohre in das neue Unternehmen ein.
Im Mai 2000 übernahm V & M Tubes die Mannesmann S.A. in Belo Horizonte, Brasilien, die seither als V & M do Brasil S.A. operiert. Im Juli 2002 erwarb V & M Tubes die Rohraktivitäten der US-amerikanischen North Star Steel und gliederte sie unter dem Namen V & M Star in die Unternehmensgruppe ein. V & M Star verfügt über Produktionsstätten in Youngstown, Ohio und ein Ölfeldrohr-Zentrum in Houston, Texas.
Im Juli 2005 übernahm die französische Vallourec S.A. die bis dahin von der Salzgitter AG gehaltenen Anteile von 45 % am Joint Venture. Seitdem ist V & M Tubes eine 100-prozentige Tochter der Vallourec S.A. Um die Weiterverarbeitungskapazitäten zu erhöhen, wurde 2006 ein neues Rohrwerk in Changzhou, China, eröffnet. 2013 folgte ein weiteres Werk in Youngstown (Ohio, USA).
Seit dem 1. November 2013 firmiert die deutsche Tochter unter Vallourec Deutschland GmbH. Der Namensteil Mannesmann entfiel, da der Namensrechteinhaber (Salzgitter AG) den Gebrauch nur für eine Übergangszeit gestattete.
Vallourec Deutschland hatte zuletzt einen Umsatz von etwa einer Milliarde und 100 Millionen Euro Verlust. Bis 2023 wurde die Produktion von Stahlrohren in Deutschland komplett eingestellt. Die Werke wurden 2024 geschlossen.

## Produktionsstätten
Vallourec Deutschland betrieb in Deutschland vier Rohrwerke (zwei in Düsseldorf-Rath, eins in Düsseldorf-Reisholz sowie eins in Mülheim an der Ruhr). Da das Unternehmen seit etwa 2016 erhebliche Verluste verzeichnete, durch Überkapazitäten, sinkende Margen, Ölkrisen, Strafzölle aus China, die Corona-Pandemie und durch gestiegene Preise für Vorprodukte und Energie, wurden alle vier Werke bis 2023 geschlossen.

### Düsseldorf-Rath
Das traditionsreiche Werksgelände, wo bereits seit 1899 Rohre im „Mannesmann“-Verfahren hergestellt werden, liegt im Düsseldorfer Norden nahe dem Flughafen und verfügte über zwei Warmwalzwerke. Es wurde 2023 geschlossen.
Die Stopfenstraße stellte Futterrohre (Casings) und Leitungsrohre für die Öl- und Gasindustrie, Kesselrohre, Rohre für die mechanische Bearbeitung und Stahlbau-Hohlprofile her. Für die Rohrproduktion gab es im Stopfenwalzwerk Schräg-, Stopfen-, Glätt- und Maßwalzstraßen.
Die Produktlinien der Pilgerstraße glich denen der Stopfenstraße. Die Rohrproduktion erfolgt hier in Schräg-, Streck-, Pilger- und Maßwalzstraßen.

### Düsseldorf-Reisholz
Das Presswerk Reisholz wurde 1899 von Heinrich Ehrhardt erbaut, dem Erfinder des Press- und Ziehverfahrens. Das Werk Reisholz belieferte im Wesentlichen Kunden aus dem Kraftwerkssektor sowie aus den Bereichen Schwerhydraulik und Offshore-Installationen.
Am 7. Februar 2020 teilte Vallourec mit, das Werk in Düsseldorf-Reisholz schließen zu wollen. Von dem zuletzt ca. 1.400 Beschäftigten im Werk verloren etwa 300 Mitarbeiter ihren Arbeitsplatz. Das Werk wurde trotz eines Rettungsplanes des Betriebsrates für eine Weiterführung in kleinerem Umfang 2020 geschlossen und auf dem Gelände soll mit Stand Ende 2021 ein Logistik- und Büropark unter Abriss des bisherigen Werkes entstehen.

### Mülheim an der Ruhr
Das Kontiwalzwerk in Mülheim an der Ruhr, etwa 30 km nordöstlich von Düsseldorf gelegen, wurde 2023 geschlossen. Produkte dieses Werkes waren bspw. lange Kesselrohre mit bis zu 25,3 m Länge. Für die Produktion standen Schräg-, Konti- und Streckreduzierwalzen zur Verfügung.

## Beteiligungen
- Hüttenwerke Krupp Mannesmann GmbH (20 Prozent)

## Forschung
Das Unternehmen betrieb in Deutschland in Riesa Gröba seit 2010 das Vallourec Research Riesa Rolling Laboratory, welches später in Vallourec Kompetenzzentrum Riesa umbenannt wurde. Es handelte sich dabei um ein Rohrforschungszentrum mit etwa 10 Mitarbeitern. Im Mai 2024 wurden hier die letzten Heißversuche beendet und auch dieser Standort wurde zurückgebaut. Mit Ende 2024 ist der Standort geschlossen worden.
Die im Oktober 2013 eröffnete Forschungseinrichtung in Düsseldorf-Rath wurde 2020 geschlossen.